# Лія Нікель
Лія Нікель (івр. לאה ניקל; en. Lea Nikel; 1918-2005) - ізраїльська художниця-абстракціоністка.

## Життєпис
Лія Нікель (Лія Нікельсберг) народилася в Житомирі, Україна, в 1918 році. Її родина іммігрувала до Палестини, керованої Великою Британією, у 1920 році. У неї була сестра Сара (Бок), яка народилася в 1926 році. Лія почала навчання у художника Хаїма Гліксберга в Тель-Авіві в 1935 році, пізніше навчалася у Єчезкеля Штрейхмана та Авігдора Стемацького. З 1961 по 1977 рік Нікель жила у Гринвіч-Віллідж (один рік), Римі (три роки) і Нью-Йорку (чотири роки), перш ніж повернутися до Ізраїлю в 1977 році. Вона була одружена з Семом Лейманом і мала дочку Зіву Ханан. Проживала в Мошав Кідроні.

## Художня кар'єра
Нікель провела свою першу персональну виставку в галереї мистецтв Чемеринського в Тель-Авіві та свою першу персональну виставку в Парижі в Galerie Colette Allendy в 1957 році. Брала участь у багатьох міжнародних групових виставках, у тому числі у Венеціанській бієнале 1964 року. Тель-Авівський художній музей організував ретроспективну виставку її картин у 2005 році. Нікель продовжувала малювати лише за кілька днів до своєї смерті у вересні 2005 року.

## Художній стиль
Стиль Нікеля був формою експресіоністичної абстракції, яку іноді називають ліричною абстракцією. Вона малювала різко, щедро і віддавала перевагу яскравим кольорам. Вона була відома життєрадісними композиціями, що складалися з грубих кольорових блоків і каракулю, каліграфічних ліній, які разом передавали відчуття образного хвилювання та невідкладної чуттєвості.

## Нагороди
- У 1972 році вона була нагороджена премією Сандберга за ізраїльське мистецтво від Музею Ізраїлю.
- У 1982 році Нікель була удостоєна премії Дізенгофа за живопис.[9]
- У 1985 році вона була нагороджена медаллю семінару ЮНЕСКО з експериментальної діяльності в Ніцці, Франція.
- У 1987 році вона отримала премію Гамзо.
- У 1995 році вона була удостоєна премії Ізраїлю за живопис.[10]
- У 1997 році міністр культури Франції присвоїв їй звання кавалера мистецтв і літератури.

## Зовнішні посилання
- Lea Nikel. Engel Gallery. Архів оригіналу за 31 березня 2022. Процитовано 10 квітня 2022.
- Lea Nikel. Har-El Printers & Publishers. Архів оригіналу за 1 жовтня 2020. Процитовано 10 квітня 2022.